# Tokyo Warhearts
Tokyo Warhearts utkom 1999 och är en live-cd av Children of Bodom.

## Låtar
1. Intro
2. Silent Night, Bodom Night
3. Lake Bodom
4. Warheart
5. Bed Of Razors
6. War Of Razors (gitarr/keyboard duell mellan Alexi Laiho och Janne Wirman)
7. Deadnight Warrior
8. Hatebreeder
9. Touch Like Angel Of Death
10. Downfall
11. Towards The End